# Оргельбранд, Мауриций
Маврикий (Мауриций) Оргельбранд (пол. Maurycy Orgelbrand; 1826, Варшава — 4 декабря 1904, Варшава Царство Польское, Российская империя) — польско-еврейский издатель и книготорговец, брат Самуэля Оргельбранда.

## Биография
Учился в раввинском училище в Варшаве.
В апреле 1853 года взяв у своего брата Самуэля 4500 рублей кредита, открыл книжный магазин-склад в Вильно. После уплаты половины долга стал его владельцем.
Кроме книг, там также продавались бумажные изделия, картины, и даже пианино и фортепиано. Одновременно, при магазине основал общественную библиотеку польских и зарубежных книг (в основном, на французском языке) и журналов по подписке.
Владел книжный магазин в Вильно до 1865 года. В это время он издал «Slownik języka polskiego do podręcznego uzytku».
Во время польского восстания в 1864 году при обыске царскими властями на его складах были обнаружены воинские уставы, инструкции и военные карты для мятежников.
После подавления польского восстания 1863—1864 годов и усмирении Литвы М. Н. Муравьевым-Виленским сопутствовал своей жене Элеоноре, сосланной «за участие в манифестациях», сначала в восточные губернии Российской империи, а позже, за переписку с обвинёнными в подготовке восстания — в Олонецкую губернию.
Условия для польского книжного и издательского дела в Вильно после подавления восстания 1863—1864 годов стали неблагоприятными.
М. Оргельбранд в 1865 году перенёс свою деятельность в Варшаву. В открытых им книжных магазинах-складах организовал торговлю книгами, атласами, географическими картами, нотами (с 1866), библиотеку польских и французских книг.
В 1873 стал инициатором создания Союза варшавских книгоиздателей .
В Варшаве издавал редактированный им при участии видных польских литераторов «Tygodnik powszechny» (с 1878 по 1885 г.). В «Kurjer Warszawski» и других газетах М. Оргельбранд помещал статьи на общественно-политические темы.
Похоронен на варшавском кладбище «Старые Повонзки».

## Источник
- Оргельбранд, Мауриций // Еврейская энциклопедия Брокгауза и Ефрона. — СПб., 1908—1913.